# المغرب في الألعاب الأولمبية الشتوية 1968
تنافس المغرب في دورة الألعاب الأولمبية الشتوية لأول مرة في دورة الألعاب الأولمبية الشتوية 1968 التي جرت الفترة من 6 إلى 18 فبراير 1968 في غرونوبل، فرنسا، وقد مثل الوفد المغربي في تلك الألعاب 5 رياضيين في التزلج على المنحدرات الثلجية. واللمغرب هو واحد من الدول التي لم تفوز بميدالية في هذه الألعاب الأولمبية. حيث احتل الرياضيون المراتب 83 و86 في اختبار التزلج للرجال. وهناك من لم يمر للمرحلة النهائية.

## التزلج على المنحدرات الثلجية
الرجال
| البطل       | الحدث                       | السباق 1 | السباق 1 | السباق 2 | السباق 2 | الإجمالي | الإجمالي |
| البطل       | الحدث                       | الوقت    | المرتبة  | الوقت    | المرتبة  | الوقت    | المرتبة  |
| ----------- | --------------------------- | -------- | -------- | -------- | -------- | -------- | -------- |
| ميمون ويتوت | سباق التزلج المتعرج العملاق | DNF      | –        | –        | –        | DNF      | –        |
| محمد أعمر   | سباق التزلج المتعرج العملاق | DNF      | –        | –        | –        | DNF      | –        |
| حسن لحماوي  | سباق التزلج المتعرج العملاق | 2:24.97  | 90       | 2:23.69  | 84       | 4:48.66  | 86       |
| سعيد حسني   | سباق التزلج المتعرج العملاق | 2:24.40  | 89       | 2:16.28  | 80       | 4:40.68  | 83       |

رجال سباق التزلج
| البطل      | النتائج 1 | النتائج 1 | النتائج 2 | النتائج 2 | النهاية  | النهاية  | النهاية  | النهاية  | النهاية  | النهاية  |
| البطل      | الوقت     | المرتبة   | الوقت     | المرتبة   | الوقت 1  | المرتبة  | الوقت 2  | المرتبة  | الإجمالي | المرتبة  |
| ---------- | --------- | --------- | --------- | --------- | -------- | -------- | -------- | -------- | -------- | -------- |
| سعيد حسني  | 1:19.93   | 5         | لم يتقدم  | لم يتقدم  | لم يتقدم | لم يتقدم | لم يتقدم | لم يتقدم | لم يتقدم | لم يتقدم |
| محمد أعمر  | 1:29.54   | 6         | 1:20.03   | 4         | لم يتقدم | لم يتقدم | لم يتقدم | لم يتقدم | لم يتقدم | لم يتقدم |
| حسن لحماوي | DSQ       | –         | 1:09.16   | 4         | لم يتقدم | لم يتقدم | لم يتقدم | لم يتقدم | لم يتقدم | لم يتقدم |
| مهدي مويدي | 1:13.61   | 6         | 1:10.90   | 3         | لم يتقدم | لم يتقدم | لم يتقدم | لم يتقدم | لم يتقدم | لم يتقدم |